# Brette
Brette – miejscowość i gmina we Francji, w regionie Owernia-Rodan-Alpy, w departamencie Drôme.
Według danych na rok 1990 gminę zamieszkiwało 27 osób, a gęstość zaludnienia wynosiła 2 osoby/km² (wśród 2880 gmin regionu Rodan-Alpy Brette plasuje się na 1589. miejscu pod względem liczby ludności, natomiast pod względem powierzchni na miejscu 876.).